# Anthony Lozano
 (janvier 2022).
Si vous disposez d'ouvrages ou d'articles de référence ou si vous connaissez des sites web de qualité traitant du thème abordé ici, merci de compléter l'article en donnant les références utiles à sa vérifiabilité et en les liant à la section « Notes et références ».
Anthony Rubén Lozano Colón, dit Choco Lozano, né le 25 avril 1993 à Yoro au Honduras, est un footballeur international hondurien, jouant au poste d'avant-centre à Santos Laguna.

## Biographie

### En club

#### Ses débuts
Anthony Lonzano fait ses débuts en première division hondurienne avec le Club Deportivo Olimpia. Il entre pour la première fois en jeu alors qu'il n'est âgé que de quinze ans. Ses bonnes prestations interpellent alors de nombreux clubs européens tels que le Valence CF.

#### Valencia CF
Le 11 août 2011, il rejoint la Liga et le club ché, mais est immédiatement prêté en deuxième division, au CD Alcoyano, pour acquérir plus de temps de jeu.

#### Barcelone B
Après deux saisons avec Tenerife, il rejoint le FC Barcelone B, tout juste promu en deuxième division espagnole.

#### Cadix CF
Le 26 octobre 2021, il se met en évidence en marquant un triplé en Liga, sur la pelouse de Villarreal, permettant à son équipe de faire match nul (3-3).

### En équipe nationale

#### Moins de 17 ans
Avec les moins de 17 ans, il participe à la Coupe du monde des moins de 17 ans en 2009. Lors du mondial junior organisé au Nigeria, il joue trois matchs. Il inscrit un but contre l'Allemagne, ce qui constitue le seul but de son équipe dans cette compétition. Avec un bilan peu reluisant de trois défaites en trois matchs, cinq buts encaissés et un seul but marqué, le Honduras est éliminé dès le premier tour.

#### Moins de 20 ans
Avec les moins de 20 ans, il participe au championnat de la CONCACAF des moins de 20 ans en 2011. Lors de cette compétition organisée au Guatemala, il joue trois matchs, inscrivant un but contre le pays organisateur. Le Honduras s'incline en quart de finale face au Panama.

#### Sélection olympique
Avec la sélection olympique, il participe à deux reprises aux Jeux olympiques d'été, en 2012 puis en 2016. Lors du tournoi de 2012 organisé à Londres, il joue quatre matchs. Le Honduras s'incline en quart de finale face au Brésil. Lors du tournoi de 2016 organisé à Rio de Janeiro, il joue six matchs. Il se met en évidence en marquant trois buts : deux en phase de poule, contre l'Algérie et l'Argentine, et enfin un dernier but lors de la "petite finale" perdue face au Nigeria. Lozano délivre également une passe décisive lors de cette compétition.

#### Équipe nationale A
Il reçoit sa première sélection en équipe du Honduras le 11 août 2011, en amical contre le Venezuela (victoire 2-0).
En 2014, il participe à la Copa Centroamericana. Lors de cette compétition organisée aux États-Unis, il joue quatre matchs. Il inscrit à cette occasion son premier but avec le Honduras, contre le Nicaragua.
Par la suite, en 2015, il participe à la Gold Cup, co-organisée par les États-Unis et le Canada. Il joue trois matchs lors de cette compétition. Avec un bilan de deux nuls et une défaite, le Honduras est éliminé dès le premier tour.
En 2019, il participe à sa second Gold Cup. Il joue deux matchs lors de ce tournoi, inscrivant un but contre la Jamaïque. Avec un bilan d'une victoire et deux défaites, le Honduras ne parvient pas une nouvelle fois à dépasser le premier tour.

## Palmarès
- Champion du Honduras en 2010 (Clausura), 2014 (Clausura) et 2015 (Clausura) avec l'Olimpia Tegucigalpa
- Vice-champion d'Espagne de D2 en 2020 avec le Cadix CF